# Hoplismenus scutellatus
Hoplismenus scutellatus är en stekelart som först beskrevs av Smith 1858.  Hoplismenus scutellatus ingår i släktet Hoplismenus och familjen brokparasitsteklar. Inga underarter finns listade i Catalogue of Life.